# Brachyurophis semifasciatus
Espèce
Synonymes
- Simoselaps semifasciatus (Günther, 1863)
- Simoselaps semifasciatus semifasciatus (Günther, 1863)
- Pseudoelaps rhinostomus Jan & Sordelli, 1873
- Rhynchoelaps campbelli Kinghorn, 1929
- Simoselaps semifasciatus campbelli (Kinghorn, 1929)
- Rhynchelaps woodjonesii Thomson, 1934
- Simoselaps semifasciatus woodjonesii (Thomson, 1934)

Brachyurophis semifasciatus est une espèce de serpents de la famille des Elapidae.

## Répartition
Cette espèce est endémique d'Australie. Elle se rencontre en Australie-Occidentale, en Australie-Méridionale, dans le Territoire du Nord et dans l'Ouest du Queensland.

## Liste des sous-espèces
Selon The Reptile Database (5 avril 2013) :
- Brachyurophis semifasciatus campbelli (Kinghorn, 1929)
- Brachyurophis semifasciatus semifasciatus Günther, 1863
- Brachyurophis semifasciatus woodjonesii (Thomson, 1934)

## Publications originales
- Günther, 1863 : On new species of snakes in the collection of the British Museum. Annals and Magazine of Natural History, ser. 3, vol. 11, p. 20-25 (texte intégral).
- Kinghorn, 1929 : Two new Snakes from Australia. Records of the Australian Museum, vol. 17, p. 190-193 (texte intégral).
- Thomson, 1934 : A new snake from north Queensland. Proceedings of the Zoological Society of London, vol. 1934, p. 529-531.